# Carlos César (trener)
Carlos César, właśc. Carlos César Ramos Custódio (ur. 16 lutego 1949 w Rio de Janeiro) – brazylijski trener piłkarski.

## Kariera trenerska
Karierę szkoleniowca rozpoczął w 1975 roku. Trenował kluby Al-Ettifaq, CR Flamengo, América-RJ, Paysandu SC, Duque de Caxias i Bangu AC.
Również trenował juniorską reprezentację Brazylii U-17 oraz młodzieżową reprezentację Brazylii U-20.

## Sukcesy i odznaczenia

### Sukcesy piłkarskie
Brazylia U-17
- mistrz Ameryki Południowej U-17: 1997, 1999
- mistrz świata U-17: 1997, 1999

Brazylia U-20
- mistrz Ameryki Południowej U-20: 2001